# Oddział podesauła Czernyszkowa
Oddział podesauła Czernyszkowa (ros. Oтряд подъесаула Чернышкова) – ochotniczy oddział wojskowy złożony z Kozaków podczas II wojny światowej.
Oddział konny został sformowany w październiku 1942 r. przez podesauła (porucznika) Andrieja R. Czernyszkowa, który działał z inicjatywy utworzonego w Nowoczerkasku Sztabu Wojska Dońskiego. Podesaułowi A. R. Czernyszkowi udało się zwerbować jedynie 49 ludzi, pochodzących z czernyszkowskiego rejonu obwodu dońskiego. Działania zbrojne oddziały trwały krótko, gdyż w wyniku kontrofensywy Armii Czerwonej spod Stalingradu część Kozaków (21 lub 22 osoby) wycofała się wraz z wojskami niemieckimi na zachód. Prawdopodobnie weszli oni w skład Grupy Atamana Marszowego płk. Siergieja W. Pawłowa, przekształconej następnie w Kozacki Stan. Pozostali Kozacy zostali schwytani przez NKWD lub rozeszli się do domów.